# Nowshak
Nowshak o Noshaq es la montaña más alta de Afganistán y la segunda cima más elevada del Hindu Kush con 7492 m, después del Tirich Mir (7690 m). Nowshak está situada en el noreste del país a lo largo de la línea Durand, la cual delimita la frontera con Pakistán.
El primer ascenso a la montaña fue en 1960, realizado por Toshiaki Sakai y Goro Iwatsuboa, miembros de una expedición japonesa.
El primer ascenso en invierno tuvo lugar en el año de 1973, hecho por Tadeusz Piotrowski y Andrzej Zawada, miembros de una expedición polaca.
Zabih Afzali y Fatima Sultani son escaladores afganos famosos que escalaron Noshaq en 2020. Estos dos escaladores ahora viven en Polonia.